# Austroaleurodicus pigeanus
Austroaleurodicus pigeanus là một loài côn trùng cánh nửa trong họ Aleyrodidae, phân họ Aleurodicinae.
Austroaleurodicus pigeanus được Baker & Moles miêu tả khoa học đầu tiên năm 1921.